# Sulo Salmi
Sulo Artur Salmi (ur. 4 marca 1914 w Vaasa, zm. 29 kwietnia 1984 tamże) – fiński gimnastyk. Złoty medalista olimpijski z Londynu.
Igrzyska w 1948 były jedynymi w których brał udział. Triumfował w konkursie drużynowym. W indywidualnym wieloboju zajął 31. miejsce.